# Ismaël Bangoura
Ismaël Bangoura (ur. 2 stycznia 1985 w Konakry) – gwinejski piłkarz występujący na pozycji napastnika, reprezentant Gwinei.

## Życiorys

### Kariera klubowa

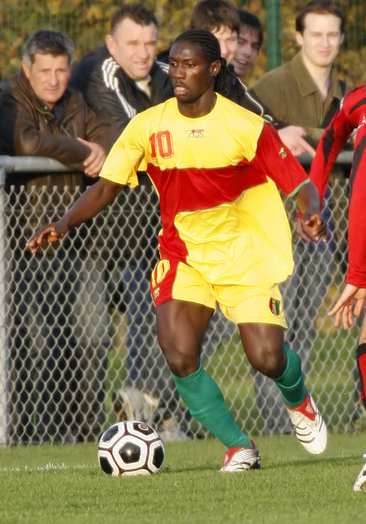

Urodził się w rodzinie piłkarskiej (jego wujek też był piłkarzem, a potem trenował reprezentacji). Jako 18-latek wyjechał do Francji, gdzie w 2003 podpisał kontrakt z trzecioligowym klubem Gazélec Ajaccio. Jego strzelecki umiejętności zauważyli selekcjonerzy Le Mans FC i w 2005 zaprosili go do klubu. W sezonie 2006/07 został trzecim strzelcem Mistrzostw Francji.
Latem 2007 za 6,5 mln USD podpisał kontrakt z Dynamem Kijów. Zadeklarował, że w pierwszym że sezonie strzeli 20 bramek i w debiutowym meczu w składzie Dynama strzelił hat-tricka. Ogółem w sezonie we wszystkich turniejach strzelił 21 goli i został najlepszym strzelcem klubu. 2 lipca 2009 za 11 mln € podpisał 4-letni kontrakt z Stade Rennais. 2 września 2010 roku podpisał kontrakt klubem ze Zjednoczonych Emiratów Arabskich Al-Nasr Dubaj. W latach 2012–2016 grał w FC Nantes, z przerwą na wypożyczenie w sezonie 2012/2013 do Umm-Salal SC. W 2016 przeszedł do Al-Raed FC. 19 stycznia 2019 został wypożyczony do Al-Batin FC.
| Sezon   | Klub            | Kraj                         | Rozgrywki          | Mecze | Bramki | Rozgrywki Europy                    | Mecze | Bramki |
| ------- | --------------- | ---------------------------- | ------------------ | ----- | ------ | ----------------------------------- | ----- | ------ |
| 2003/04 | Gazélec Ajaccio | Francja                      | National           | 9     | 2      | -                                   | -     | -      |
| 2004/05 | Gazélec Ajaccio | Francja                      | National           | 35    | 13     | -                                   | -     | -      |
| 2005/06 | Le Mans FC      | Francja                      | Ligue 1            | 23    | 6      | -                                   | -     | -      |
| 2006/07 | Le Mans FC      | Francja                      | Ligue 1            | 33    | 12     | -                                   | -     | -      |
| 2007/08 | Dynamo Kijów    | Ukraina                      | Premier-liha       | 20    | 15     | Liga Mistrzów UEFA                  | 6     | 4      |
| 2008/09 | Dynamo Kijów    | Ukraina                      | Premier-liha       | 26    | 13     | Liga Mistrzów UEFA Liga Europy UEFA | 8 3   | 4 2    |
| 2009/10 | Stade Rennais   | Francja                      | Ligue 1            | 34    | 6      | -                                   | -     | -      |
| 2010/11 | Stade Rennais   | Francja                      | Ligue 1            | 4     | 2      | -                                   | -     | -      |
| 2010/11 | Al-Nasr Dubaj   | Zjednoczone Emiraty Arabskie | UAE League         | 18    | 10     | -                                   | -     | -      |
| 2011/12 | Al-Nasr Dubaj   | Zjednoczone Emiraty Arabskie | UAE League         | 13    | 7      | -                                   | -     | -      |
| 2011/12 | Team BJMC       | Bangladesz                   | Bangladesh League  | 24    | 17     | -                                   | -     | -      |
| 2011/12 | FC Nantes       | Francja                      | Ligue 2            | 9     | 2      | -                                   | -     | -      |
| 2012/13 | FC Nantes       | Francja                      | Ligue 2            | 3     | 0      | -                                   | -     | -      |
| 2012/13 | Umm Salal SC    | Katar                        | Qatar Stars League | 6     | 0      | -                                   | -     | -      |
| 2013/14 | FC Nantes       | Francja                      | Ligue 1            | 13    | 1      | -                                   | -     | -      |
| 2014/15 | FC Nantes       | Francja                      | Ligue 1            | 15    | 1      | -                                   | -     | -      |
| 2015/16 | FC Nantes       | Francja                      | Ligue 1            | 0     | 0      | -                                   | -     | -      |

Stan na: koniec sezonu 2015/2016

### Kariera reprezentacyjna
W 2005 debiutował w reprezentacji Gwinei. Uczestniczył w turnieju finałowym Pucharu Narodów Afryki 2006 rozgrywanych w Egiptu. Jest jednym z liderów reprezentacji.

## Sukcesy
- mistrz Ukrainy: 2009
- najlepszy piłkarz rundy jesiennej Mistrzostw Ukrainy w sezonie 2007/08.